# Brazílie na Letních olympijských hrách 1956
Brazílie se účastnila Letní olympiády 1956 v australském Melbourne. Zastupovalo ji 44 sportovců (43 mužů a 1 žena) v 11 sportech.

## Medailisté
| Medaile | Jméno                     | Sport    | Soutěž        |
| ------- | ------------------------- | -------- | ------------- |
| Zlato   | Adhemar Ferreira da Silva | Atletika | Muži trojskok |